# Giangiacomo Feltrinelli
Giangiacomo Feltrinelli (19. června 1926 Milán – 14. března 1972 Segrate) byl italský extrémistický levicový aktivista, finanční podporovatel terorismu a zakladatel nakladatelství Feltrinelli, známý jako „Giangi“ nebo „Soudruh milionář“.
Pocházel z aristokratické rodiny, jeho otec Carlo Feltrinelli byl majitelem velké dřevařské firmy. V osmnácti letech se pod vlivem novináře Antonella Trombadoriho zapojil do protifašistického odboje a pod krycím jménem Osvaldo bojoval v partyzánské jednotce Legnano.
V mládí sympatizoval s fašisty, po válce vstoupil do Italské komunistické strany, kterou také štědře podporoval z rodinného dědictví. V roce 1949 založil v Miláně rozsáhlou knihovnu marxistické literatury a družstevní nakladatelství Colip, které se v roce 1954 transformovalo v soukromý podnik Giangiacomo Feltrinelli Editore. V listopadu 1957 šokoval vydáním prózy Borise Pasternaka Doktor Živago, která byla v Sovětském svazu zakázána pro kritické zobrazení bolševické revoluce. Důsledkem aféry bylo Feltrinelliho vyloučení z komunistické strany. V roce 1958 zaznamenal velký komerční úspěch s románem Giuseppeho Tomasiho di Lampedusy Gepard, který za autorova života odmítla vydat všechna velká italská nakladatelství. Publikoval také knihy Henryho Millera, které měly problémy s mravnostní cenzurou, romány Jacka Kerouaca, Saula Bellowa, Friedricha Dürrenmatta nebo autobiografii Džaváharlála Néhrúa.
V šedesátých letech pobýval Feltrinelli na Kubě, v roce 1967 se vydal do Bolívie, aby se přidal k jednotkám Che Guevary, ale byl zatčen a vypovězen ze země (Feltrinelliho nakladatelství pak jako první vydalo Guevarův Bolivijský deník). Podporoval sardinské separatisty a v roce 1970 založil Gruppi di Azione Partigiana, která se stala jednou z hlavních ultralevicových teroristických skupin takzvaných olověných let. V březnu 1972 byl nalezen mrtvý pod stožárem vysokého napětí v Segrate nedaleko Milána. Podle oficiální verze zahynul při nepovedeném pokusu o sabotáž na elektrickém vedení, v levicových kruzích se však spekuluje o tom, že se stal obětí vraždy.
Nakladatelství po něm převzala jeho třetí manželka Inge Feltrinelliová a po její smrti syn Carlo Feltrinelli.